# Chetoacidosi diabetica
La chetoacidosi diabetica (o DKA, o CAD) è una complicanza potenzialmente fatale, che si riscontra in persone affette da diabete mellito di tipo I ma che in determinate circostanze può verificarsi anche in quelli affetti da diabete di tipo 2. Il disturbo è tipicamente caratterizzato da iperglicemia (valori superiori a 300 mg/dL), concentrazioni di bicarbonati inferiori a 15 mEq/L, e pH inferiore a 7.30, con chetonemia e chetonuria.
La chetoacidosi diabetica è dovuta a una pronunciata carenza di insulina che comporta una risposta compensatoria dell'organismo, il quale, per la produzione di energia, passa a un metabolismo di tipo lipidico (vengono bruciati gli acidi grassi e, soprattutto, i trigliceridi) con conseguente produzione da parte del fegato di corpi chetonici (acido acetoacetico, acetone, e acido beta-idrossi-butirrico). Il passaggio nel sangue di queste sostanze provoca una caduta del pH fino a valori di acidosi anche molto marcata. È proprio la produzione di corpi chetonici acidi che causa la maggior parte dei sintomi e complicazioni.
La chetoacidosi può essere il sintomo di esordio di un diabete non diagnosticato in precedenza, ma può verificarsi anche in soggetti diabetici noti per tutta una serie di cause, come, ad esempio, malattie intercorrenti oppure una scarsa adesione alla terapia insulinica. Di certo la scarsa aderenza alla terapia insulinica è una causa frequente di chetoacidosi diabetica ricorrente in giovani con diabete mellito di tipo 1. I sintomi tipici dei soggetti in chetoacidosi consistono in vomito, disidratazione, respirazione ansimante profonda, confusione mentale e coma.
La diagnosi della condizione viene effettuata grazie all'esecuzione di esami del sangue e delle urine. La diagnosi differenziale che ne permette la distinzione da altre forme più rare di chetoacidosi è data dalla presenza di elevati livelli di glucosio nel sangue.
Il trattamento prevede liquidi per via endovenosa per correggere la disidratazione, l'insulina per sopprimere la produzione di corpi chetonici, il trattamento di eventuali cause (ad esempio le infezioni) e l'attenta osservazione per prevenire e identificare eventuali complicanze.

## Epidemiologia e storia
La prima descrizione completa della chetoacidosi diabetica è attribuita a Julius Dreschfeld, un patologo tedesco che lavorava a Manchester, nel Regno Unito. Nella sua descrizione, tenutasi nel corso di una conferenza del 1886 presso il Royal College of Physicians di Londra, egli espose una relazione di Adolph Kussmaul, descrisse i principali chetoni, l'acetoacetato e il β-idrossibutirrato, e la loro modalità di determinazione chimica.
La condizione è rimasta con una prognosi quasi sempre infausta fino alla scoperta dell'insulina, avvenuta nel 1920. Già nel 1930, la mortalità era scesa al 29%; nel 1950 i progressi medici di trattamento la avevano ridotta a meno del 10%. La prima descrizione dell'entità dell'edema cerebrale associato a chetoacidosi diabetica risale invece al 1936, grazie ad un team di medici di Philadelphia.
Numerosi studi sono stati eseguiti, a partire dal 1950, alla ricerca di un trattamento ideale per la chetoacidosi diabetica. L'intera comunità scientifica mondiale ha contribuito e le opzioni di trattamento oggetto di studio hanno incluso dosaggi bassi o elevati di insulina per via endovenosa, sottocutanea o intramuscolare, la supplementazione di fosfato, la necessità di una dose di carico di insulina e l'appropriatezza nell'utilizzo della terapia con bicarbonato nella chetoacidosi moderata.
Nonostante i progressi diagnostici e di trattamento del diabete, la chetoacidosi diabetica risulta molto frequente nei giovani (fino al 50% dei pazienti sperimenta il disturbo) e circa un 1-2% di essi deve essere ricoverato per questo motivo. La condizione viene osservata di frequente nei diabetici di tipo 1, e spesso permette di fare diagnosi (circa il 3% dei pazienti con diabete di tipo 1 ha un esordio caratterizzato da DKA). L'esatta incidenza non è nota, ma si stima che si verifichino almeno 2 episodi ogni 100 pazienti diabetici/anno, anche se secondo altri studi l'incidenza è leggermente inferiore (0,46-0,8 episodi ogni 100 pazienti affetti da diabete mellito di tipo 1/anno). Circa il 30% dei bambini affetti da diabete di tipo 1 riceve la prima diagnosi a seguito di un episodio di chetoacidosi diabetica.
Il disturbo si può verificare anche in soggetti affetti da diabete di tipo 2, ma risulta decisamente meno comune.
L'incidenza della chetoacidosi diabetica è più elevata nei paesi industrializzati rispetto ai paesi in via di sviluppo od a quelli del terzo mondo, riflettendo la maggiore incidenza di diabete; similmente, ne sono maggiormente affetti gli individui di razza bianca rispetto a quelli di colore.
Non è invece chiaro quale sia il motivo per cui l'incidenza risulti più elevata nei soggetti di sesso femminile rispetto a quelli di sesso maschile.

## Eziologia
La chetoacidosi diabetica si verifica con maggiore frequenza in soggetti che hanno già avuto una diagnosi di diabete mellito, ma talvolta può essere la condizione d'esordio di questo disturbo.
È stato dimostrato che sono numerosi i fattori che possono essere associati ad una maggiore incidenza di chetoacidosi diabetica e che molti di questi possono essere rilevati fin dal momento della prima diagnosi di diabete di tipo 1. Fra questi sono degni di nota l'età più giovane di esordio della patologia, l'appartenere ad una minoranza etnica, la mancanza di adeguata assicurazione sanitaria (in Paesi, come gli Stati Uniti, privi di un sistema sanitario nazionale), un basso indice di massa corporea, pregressi episodi di infezione, il trattamento ritardato. Similmente, sembrano esistere alcuni fattori protettivi, quali ad esempio l'appartenere ad una famiglia con un grado di istruzione superiore alla media.
Sono numerose le patologie che possono far precipitare un soggetto diabetico in chetoacidosi: 
- Infezioni batteriche e malattie intercorrenti (tipicamente le infezioni delle vie respiratorie o urinarie compresa la prostatite, oppure il vomito ripetuto, le gastroenteriti, la sindrome coronarica acuta). È la causa più frequente: 40% circa dei casi
- Scarsa adesione al trattamento insulinico con mancata somministrazione di più iniezioni di insulina. Ciò può essere dovuto a scarsa educazione sanitaria del paziente o di chi lo assiste. Più spesso è la conseguenza di uno stress psicologico, di un'azione di protesta o trasgressiva, così come segno di disagio psichico, soprattutto nei soggetti adolescenti. Circa il 25% dei casi.
- Esordio di diabete precedentemente mai diagnosticato.
- Stress di tipo medico, chirurgico, traumatico od emotivo. Questi stress possono causare l'increzione di ormoni "controinsulari" (ad azione antagonista a quella dell'insulina), che aggravano il quadro della carenza insulinica.
- Assunzione di farmaci: corticosteroidi, clozapina, olanzapina,[11] epinefrina, pentamidina, inibitori SGLT2 (canagliflozin, dapagliflozin, empagliflozin)[12] e altri.
- Altre cause: blocco del catetere di infusione d'insulina, guasto/cattivo utilizzo della "penna" di insulina, problema meccanico della pompa di insulina, idiopatica (senza che una causa precisa possa essere identificata)

La chetoacidosi diabetica può verificarsi in quei soggetti già conosciuti per essere affetti da diabete mellito di tipo 2 o in coloro che hanno caratteristiche che li espongono ad un maggior rischio di sviluppare diabete di tipo 2 (ad esempio una storia familiare molto suggestiva, obesità ed altre). Questa evenienza è più comune nei soggetti africani, afro-americani e negli ispanici. Alcuni etichettano questa condizione come "diabete di tipo 2 incline alla chetosi".
In tutte le situazioni sopra elencate le cellule si trovano improvvisamente in mancanza della quantità di glucosio di cui necessitano, pertanto iniziano ad utilizzare massivamente gli acidi grassi per ottenere energia. Ciò porta alla sintesi dei corpi chetonici (acido acetoacetico, acetone, e acido beta-idrossi-butirrico).
Se non si interviene immediatamente con la somministrazione di insulina, si progredirà inevitabilmente verso lo stato di coma chetoacidosico e infine, l'exitus.

## Patogenesi
La chetoacidosi diabetica è un disordine metabolico molto complesso caratterizzato da iperglicemia, chetoacidosi e chetonuria. Alla base vi è sempre una carenza di insulina assoluta o relativa. Tuttavia a questo deficit si accompagna anche un incremento in alcuni ormoni controregolatori, e cioè il glucagone, il cortisolo, l'ormone della crescita (GH) e l'adrenalina (epinefrina). L'insieme di questi fattori comporta un incremento del rilascio di glucosio da parte del fegato (normalmente inibito dalla presenza in circolo di adeguate quantità di insulina) tramite la glicogenolisi e la gluconeogenesi. A ciò si accompagna invariabilmente la lipolisi come tentativo da parte dell'organismo di avere una sufficiente quantità di precursori energetici utilizzabili.
Le elevate concentrazioni di glucosio (iperglicemia) si riflettono in un tentativo da parte dell'organismo di un'escrezione urinaria (glicosuria), il che porta anche ad una perdita di acqua e di soluti (sia di sodio che di potassio) determinando un processo chiamato diuresi osmotica. Questa diuresi osmotica a sua volta comporta poliuria e disidratazione, così come un incremento della sensazione di sete, nel tentativo di compensare le perdite (polidipsia). L'assenza di insulina, come si è già visto, comporta anche il rilascio di acidi grassi liberi dal tessuto adiposo (lipolisi), i quali vengono convertiti, sempre a livello epatico, nei corpi chetonici (acetoacetato e β-idrossibutirrato).

Il meccanismo di conversione è indotto da una minore efficienza del ciclo di Krebs.
La carenza di insulina non contrasta a sufficienza l'azione del glucagone che, negli epatociti, stimola la produzione di glucosio (gluconeogenesi) che richiede ossalacetato sottratto al ciclo di Krebs. La minore efficienza del ciclo di Krebs comporta una minore disponibilità del Co-A, rilasciato dall'acetil-CoA, e una ridotta disponibilità di coenzimi ridotti, NADH e FADH2, per la fosforilazione ossidativa che produce l'ATP necessario alla cellula. L'epatocita può comunque alimentare la fosforilazione ossidativa grazie alla β-ossidazione degli acidi grassi che produce i coenzimi ridotti necessari e anche acetil-CoA, con ciò consumando grandi quantità di CoA che però se non funziona il ciclo di Krebs non si libera dall'acetil-CoA. La trasformazione dell'acetil-CoA in corpi chetonici libera CoA che permette all'epatocita la β-ossidazione mentre i corpi chetonici prodotti inviati alle cellule non epatiche sono utilizzabili come materiale energetico.
In ultima analisi l'acetil coenzima A non va al ciclo di Krebs, compromesso dalla indisponibilità di ossalacetato, ma viene dirottato verso la chetogenesi, ovvero la produzione di chetoni quali l'acetone, l'acetoacetato ed il β-idrossibutirrato.
L'acido β-idrossibutirrico può servire come fonte di energia in assenza di adeguate quantità di glucosio nella cellula (azione insulino mediata), e può essere anche visto come un meccanismo di protezione in caso di fame. 
Quando i chetoni accumulatisi nell'organismo superano la capacità del corpo di utilizzarli, vengono eliminati attraverso le urine (chetonuria).
I corpi chetonici, tuttavia, hanno un basso pKa e quindi comportano con facilità l'instaurarsi di acidosi metabolica. Inoltre tutti i chetoni, ma in particolare l'acido β-idrossibutirrico, inducono nausea e vomito, andando così ad aggravare la perdita di liquidi e di elettroliti che già esiste nella chetoacidosi diabetica. 
L'organismo in una fase iniziale può tamponare questa acidosi metabolica tramite il sistema tampone del bicarbonato, ma questo sistema tampone viene ad essere rapidamente sopraffatto e pertanto altri meccanismi debbono entrare in gioco nel tentativo di compensare l'acidosi. Uno di questi meccanismi è l'iperventilazione, la cui funzione è quella di abbassare la concentrazione di anidride carbonica nel sangue, il che induce una forma di compenso nota come alcalosi respiratoria. Questa iperventilazione, nella sua forma estrema, giustifica la comparsa della respirazione di Kussmaul.
In diverse situazioni, come ad esempio nelle infezioni, aumentano le richieste di insulina, ma non possono essere soddisfatte a causa dell'insufficienza pancreatica. La concentrazione di glucosio nel sangue pertanto aumenta, ne consegue la disidratazione, e a livello dei tessuti periferici si assiste anche ad una aumentata resistenza agli effetti normali dell'insulina: si instaura così un circolo vizioso. 
Come risultato dei meccanismi sopra descritti, il soggetto affetto da chetoacidosi diabetica ha una carenza d'acqua totale pari a circa 6 litri (100 ml/kg), oltre a notevoli carenze di diversi elettroliti (sodio, potassio, cloro, fosfato, magnesio e calcio).
Uno dei disturbi più caratteristici è la perdita corporea di potassio. Questa perdita non sempre si riflette adeguatamente nelle concentrazioni ematiche di potassio: la kaliemia può infatti essere bassa, all'interno dei valori di riferimento, o anche elevata. 
La perdita di potassio è infatti provocata da uno spostamento di questo ione, che si muove dallo spazio intracellulare verso lo spazio extracellulare, attraverso un meccanismo di scambio con gli ioni di idrogeno che vengono ad accumularsi a causa dell'acidosi extracellulare. Gran parte del potassio extracellulare fuoriuscito dalle cellule viene quindi ad essere perso nelle urine, a causa del meccanismo di diuresi osmotica.
Gli effetti combinati dell'iperosmolarità plasmatica, della disidratazione, e dell'acidosi comportano un aumento dell'osmolarità nelle cellule cerebrali, la quale si manifesta clinicamente come un'alterazione del livello di coscienza.
È stato calcolato che, in generale, la perdita complessiva di elettroliti è pari a 200-500 mEq/L di potassio, 300-700 mEq/L di sodio, e 350-500 mEq/L di cloruro.
I livelli di glucosio normalmente superano 13,8 mmol/L o 250 mg/dL.
La chetoacidosi diabetica è comune nel diabete di tipo 1, in quanto questa forma di diabete è per definizione associata ad una mancanza assoluta di produzione di insulina da parte delle isole di Langerhans. 
Nei soggetti affetti da diabete di tipo 2, è invece presente una produzione residuale di insulina, ma la quantità di ormone prodotto è insufficiente per soddisfare le esigenze dell'organismo, in quanto si associa ad una resistenza all'azione insulinica nei principali organi bersaglio. Di solito, queste quantità di insulina prodotta è comunque sufficiente per impedire la chetogenesi. 
Se la chetoacidosi diabetica si verifica in un soggetto con diabete di tipo 2, questa condizione viene chiamata "diabete mellito di tipo 2 incline alla chetosi". 
L'esatto meccanismo di questo fenomeno non è chiaro, ma ci sono evidenze sia di una insufficiente secrezione di insulina, sia di una ridotta azione periferica dell'ormone. Una volta che la condizione viene adeguatamente trattata, riprende la produzione di insulina e spesso il paziente può essere in grado di riprendere la terapia basata sulla dieta (associata o meno agli ipoglicemizzanti orali), come avveniva precedentemente all'episodio di chetoacidosi e come normalmente raccomandato per il trattamento del diabete di tipo 2.
Le manifestazioni cliniche della chetoacidosi diabetica dipendono anche, in aggiunta ai meccanismi sopra descritti, dal rilascio di diversi ormoni controregolatori, quali il glucagone, l'adrenalina e diverse citochine. Queste ultime portano ad un aumento di diversi markers di infiammazione, perfino in assenza di infezione.
Una temibile e pericolosa complicanza del DKA è l'edema cerebrale. Questo può insorgere a seguito del verificarsi di numerosi fattori. Può infatti essere il risultato di una terapia reidratante infusiva eccessivamente vigorosa, anche se spesso si sviluppa prima che sia stato instaurato un trattamento di questo genere. Ad oggi l'esatta patogenesi dell'edema cerebrale in corso di chetoacidosi diabetica resta scarsamente compresa.
L'edema cerebrale colpisce con maggiore frequenza i soggetti che presentano una chetoacidosi diabetica grave e coloro che sono al primo episodio di DKA. Alcuni possibili fattori alla base dello sviluppo dell'edema cerebrale sono la disidratazione, l'acidosi e le concentrazioni molto basse di biossido di carbonio. Si deve inoltre tenere presente che, l'aumento del livello di infiammazione e coagulazione può, insieme a questi fattori, causare un ridotto afflusso di sangue a diverse zone del cervello, il quale poi (in concomitanza con l'esecuzione della terapia infusiva volta al ripristino dei liquidi corporei) si imbibisce e va incontro ad edema.
Il rapido rigonfiamento del tessuto cerebrale, ovvero l'edema cerebrale, porta ad aumento della pressione intracranica ed in ultima analisi alla morte.

### Complicanze
Le persone affette da chetoacidosi diabetica devono essere costantemente monitorate in quanto sono numerose le complicanze che possono associarsi al disturbo. Tra queste meritano una particolare menzione la sepsi ed i processi ischemici diffusi.
Ulteriori complicanze associate sono rappresentate da:
- Ipokaliemia
- Ipofosfatemia[20][21][22][23][24]
- Ipomagnesemia[25]
- Dilatazione gastrica acuta[26]
- Gastrite erosiva e emorragia gastrointestinale[27][28]
- Infarto del miocardio[29][30][31][32] e trombosi ricorrente delle arterie coronariche[33]
- Accidenti cerebrovascolari[34][35][36][37][38]
- Ascessi dentali[39][40]
- Anemia emolitica[22][41][42]
- Rabdomiolisi[11][43][44][45]
- Convulsioni[46][47][48]
- Incremento delle amilasi e lipasi sieriche[49][50][51][52]
- Edema cerebrale[53][54][55][56]
- Iperglicemia e iperosmolarità[45]
- Insufficienza di fluidi ed elettroliti[57]
- Edema polmonare[58][59][60][61][62]

## Clinica

### Sintomi e segni
I sintomi di un episodio di chetoacidosi diabetica in genere evolvono nell'arco di 24 ore.
L'esordio si caratterizza per la comparsa insidiosa di un incremento della sete (o meglio polidipsia) e della frequenza delle minzioni (ovvero la poliuria).
Frequente anche la presenza di vomito, che può essere associato a dolore addominale diffuso. 
Una storia di rapida perdita di peso è un sintomo che non deve essere sottovalutato e spesso indica l'esordio di un diabete mellito di tipo 1.
In soggetti diabetici già noti è possibile rilevare una storia di mancato rispetto della terapia insulinica suggerita dal curante, oppure la mancata esecuzione di alcune iniezioni per motivi vari: talvolta il paziente essendosi alimentato meno del solito ritiene infatti di compensare il minor introito di glucidi "saltando" alcune somministrazioni.
Altri sintomi e segni comprendono quelli associati alla disidratazione, tra cui una riduzione della traspirazione cutanea e della sudorazione e le alterazioni dello stato di coscienza, prevalentemente nel senso di una riduzione della coscienza associata spesso a letargia, stupor, disorientamento nello spazio e nel tempo o confusione mentale.
Difficilmente la condizione evolve fino ad un coma franco, ma se il paziente e i familiari trascurano i sintomi di disidratazione e acidosi questi peggiorano invariabilmente.
Se il disturbo è scatenato da un'infezione intercorrente è frequente riscontrare malessere generale, febbre, mialgia o artralgia, dolore toracico, tosse, brividi e difficoltà respiratoria. Questi sintomi devono far pensare ad una infezione delle vie respiratorie. La disuria, la pollachiuria ed il bruciore minzionale debbono invece indirizzare verso un problema del tratto urinario. 
Talvolta la DKA può essere associata a dolore toracico acuto, di tipo anginoso, tachicardia e sensazione di cardiopalmo: ciò deve far sospettare una sindrome coronarica acuta o un infarto miocardico. Nei soggetti affetti da diabete mellito non è affatto infrequente che un infarto miocardico sia silente o paucisintomatico, pertanto questa condizione dovrebbe essere sempre sospettata, in particolare nei pazienti diabetici anziani.
Se durante l'esecuzione dell'esame obiettivo l'addome appare dolorabile e resistente alla palpazione si deve sospettare la presenza di pancreatite acuta, appendicite, perforazione gastrointestinale.
La comparsa di vomito caffeano, per quanto inusuale, deve far pensare ad un sanguinamento di origine esofago-gastro-intestinale come causa precipitante la chetoacidosi.
Nella chetoacodosi grave il respiro diviene estremamente difficoltoso ed assume le caratteristiche proprie del respiro di Kussmaul: lento, con una inspirazione profonda e rumorosa, seguito da una breve apnea inspiratoria e quindi da un'espirazione breve e gemente.
L'esame obiettivo è molto utile per mettere in evidenza numerosi reperti anomali tra i quali l'evidente aspetto sofferente del paziente ed i segni propri della disidratazione (ridotto turgore ed evidente secchezza della pelle con associata secchezza delle muscose). Spesso è possibile evidenziare un caratteristico odore del paziente, tipico della chetosi e spesso definito come fruttato, simile a quello del profumo di pera: si tratta dell'odore acetonemico, molto evidente nell'alito del paziente che viene pertanto definito alito acetonemico. Questo alito è giustificato dal fatto che l'organismo, in sovraccarico di corpi chetonici, tenta di espellere l'acetone (sostanza estremamente volatile) attraverso la respirazione.
Se la disidratazione è molto marcata si possono evidenziare i segni di compromissione delle funzioni vitali, come la tachicardia. Può presentarsi febbre in caso di infezione.
Altri segni suggestivi di chetoacidosi diabetica possono comprendere la confusione mentale, il coma ed una diffusa dolorabilità addominale.
I bambini con DKA sono facilmente esposti a sviluppare edema cerebrale, che può causare cefalea, coma, perdita del riflesso pupillare alla luce e portare alla morte.
Questa condizione si verifica in meno dell'1% dei bambini con DKA, ed è decisamente rara negli adulti, ma la mortalità ad essa associata è estremamente elevata (tra il 25 ed il 50%).

### Esami di laboratorio e strumentali
La chetoacidosi diabetica può essere diagnostica quando viene ad essere dimostrata la combinazione di iperglicemia, chetoni nel sangue o nelle urine e acidosi. 
Pur con ampie variazioni individuali, tipicamente la glicemia oltrepassa i 300 mg/dL. Solitamente si ricorre alla determinazione dell'emogasanalisi arteriosa per dimostrare l'acidosi metabolica. Questo esame richiede l'esecuzione di un prelievo ematico arterioso. Successive misurazioni, necessarie a verificare l'efficacia del trattamento adottato, possono essere eseguite ricorrendo ad un normale prelievo di sangue venoso, in quanto normalmente non vi è una marcata differenza tra il pH arterioso e quello venoso.
Il pH risulta generalmente inferiore a 7,30 ed il livello dei bicarbonati (HCO3-) è inferiore a 15 mEq/L.
Oltre agli esami sopra descritti, il campione di sangue torna utile per determinare la funzionalità renale (in particolare urea e creatinina) che potrebbe essere compromessa nell'evoluzione di questo disturbo a causa della marcata disidratazione, e gli stessi elettroliti. Torna molto utile anche misurare il valore dei cosiddetti markers di infezione (il numero globale di leucociti e la proteina C-reattiva), e di pancreatite acuta (amilasi e lipasi). Lo stesso campione può mettere in evidenza la chetonemia e l'esame delle urine la chetonuria.
Secondo diversi clinici è opportuno programmare dei controlli periodici degli esami del sangue. Questi debbono includere una glicemia, la determinazione degli elettroliti (sodio, potassio e se necessario fosforo e magnesio) ogni 1-2 ore, in presenza di un paziente gravemente compromesso, quindi ogni 4-6 ore (non appena viene raggiunta una adeguata stabilizzazione). 
È importante avere presente che l'iperglicemia può condurre ad iponatriemia da diluizione. Le concentrazioni di sodio nel siero tendono ad essere basse a causa dell'effetto osmotico dell'iperglicemia, che spinge l'acqua dal comparto extravascolare a quello intravascolare. Si ritiene che per ogni 100 mg/dL di glucosio, oltre i valori normali, la natriemia si riduca di circa 1,6 mEq/L.
Si deve anche ricordare che l'ipertrigliceridemia può mascherare l'iperglicemia. Similmente l'elevata concentrazione di corpi chetonici può portare ad incrementi fittizi della concentrazione di creatinina.
Risulta anche opportuna la ripetizione ogni 1-2 ore dei test rapidi delle urine (stick urine) che risultano positivi per il glucosio ed i chetoni (sarebbe preferibile disporre di stick che determinano la presenza di β-idrossibutirrato, il chetone predominante nella chetoacidosi diabetica, piuttosto che di acetoacetato).
Il β-idrossibutirrato può essere determinato anche su sangue capillare, ed alcune società scientifiche lo caldeggiano nelle loro linee guida, ma il test non è ancora estesamente diffuso. Tuttavia la sua disponibilità potrebbe rendere superflua l'esecuzione dei test di routine delle urine per i chetoni.
I campioni di urine e di sangue possono essere utilizzati anche per eseguire colture (urinocolture ed emocolture) e identificare microorganismi che possono causare infezioni, spesso rappresentanti il fattore precipitante di una chetoacidosi diabetica.
Per motivi analoghi è opportuno eseguire una radiografia del torace, onde escludere una possibile polmonite.
Se il paziente presenta confusione mentale, disorientamento spazio-temporale, vomito ricorrente o altri sintomi deve essere sospettata la presenza di edema cerebrale e quindi diviene necessario eseguire una tomografia assiale computerizzata dell'encefalo, o alternativamente una risonanza magnetica nucleare, al fine di valutarne la gravità e per escludere altre cause, come ad esempio l'ictus cerebrale.
Un semplice elettrocardiogramma, ripetibile ogni 6-12 ore nelle prime fasi di ospedalizzazione, risulta estremamente utile per evidenziare un evento cardiaco, generalmente di tipo ischemico, precipitante la chetoacidosi, così come per fornire informazioni (verificando l'aspetto e l'ampiezza dell'onda T, così come l'eventuale presenza di un'onda U) su una significativa ipo o iperkaliemia.

### Classificazioni
L'iperglicemia associata ad iperosmolarità (talvolta definita "stato iperosmolare non chetotico") è molto più comune nel diabete di tipo 2, che infatti normalmente presenta una maggiore osmolarità plasmatica (superiore a 320 mOsm/kg) a causa della marcata disidratazione e dello stato di concentrazione del sangue. Una lieve acidosi associata a chetonemia può verificarsi anche in questo stato, ma non nella misura che si osserva nella chetoacidosi diabetica.
La chetoacidosi non è sempre il risultato di un diabete scompensato. Può infatti derivare anche da un eccesso di assunzione di bevande alcoliche o da digiuno prolungato. In entrambi gli stati la glicemia risulterà normale o bassa. L'acidosi metabolica può verificarsi in soggetti con diabete per altri motivi, come ad esempio l'avvelenamento con glicole etilenico o paraldeide.
L'American Diabetes Association ha classificato la chetoacidosi diabetica in tre stadi di gravità:
- Lieve: pH del sangue leggermente diminuito, compreso in genere tra 7,25 e 7,30 (valori normali 7,35-7,45); i bicarbonati sono inferiori a 15-18 mmol/l (normalmente superiori a 20); clinicamente il soggetto si presenta vigile.
- Moderato: pH 7,00-7,25; i bicarbonati sono compresi tra 10 e 15 mmol/l; è presente lieve sonnolenza.
- Grave: pH inferiore a 7,00; i bicarbonati sono inferiori a 10 mmol/l; il paziente può presentarsi con stupore o coma.

La Società Europea di Endocrinologia Pediatrica e la Lawson Wilkins Pediatric Endocrine Society fanno riferimento a dei limiti leggermente diversi:
- Lieve: pH compreso tra 7,20-7,30; i bicarbonati sono compresi tra 10 e 15 mmol/l
- Moderato: pH compreso tra 7,10-7,20; i bicarbonati sono compresi tra 5 e 10 mmol/l
- Grave: pH inferiore a 7,1; i bicarbonati sono inferiori a 5 mmol/l

## Trattamento
La gestione della chetoacidosi diabetica, almeno durante le prime 24-48 ore e per i casi di maggiore gravità, dovrebbe idealmente avvenire in un reparto di terapia intensiva, in considerazione dell'evolutività della patologia e della necessità di una stretta osservazione. Nelle prime ore è opportuno provvedere alla sostituzione dei liquidi e degli elettroliti persi, mirando alla riduzione della glicemia, della chetonemia e chetonuria somministrando quantità adeguate di insulina per via endovenosa. In particolare è necessario provvedere alla correzione della perdita di liquidi, alla correzione dell'iperglicemia e delle alterazioni elettrolitiche, al ripristino di valori normali di pH (normalizzazione dell'equilibrio acido-base), nonché al trattamento di eventuali infezioni e patologie concomitanti (accidenti cerebrovascolari, sepsi, trombosi venosa profonda, ecc.).

### Reidratazione
La quantità di liquido che deve essere rimpiazzata dipende dal grado stimato di disidratazione. Se la disidratazione è così grave da provocare shock (una marcata riduzione della pressione arteriosa con insufficiente apporto di sangue ai diversi organi del corpo), o un livello ridotto di coscienza, è consigliata una rapida infusione di soluzione fisiologica (1 litro per i soggetti adulti, 10 ml/kg peso corporeo, in dosi ripetute per i bambini) al fine di ripristinare il volume circolante.
Se il grado di disidratazione è più modesto, è possibile ricorrere ad una reidratazione con un quantitativo di liquidi calcolato sulla base della carenza di sodio e di fluidi. Anche in questo caso è consigliato ricorrere alla reidratazione tramite una infusione endovenosa di soluzione salina.
I soggetti con chetoacidosi diabetica molto lieve e non associata a vomito, con solo lieve disidratazione, possono essere trattati con la reidratazione orale e insulina sottocutanea piuttosto che per via endovenosa. Anche questi soggetti debbono comunque essere tenuti sotto osservazione per identificare prontamente eventuali segni di deterioramento.
Una situazione particolare e insolita è rappresentata dallo shock cardiogeno, nel quale la pressione arteriosa è diminuita non a causa di disidratazione, ma a causa della insufficienza di pompa del cuore, che non spinge efficacemente il sangue attraverso i vasi sanguigni. 
Questa situazione richiede l'immediato ricovero in terapia intensiva ed il monitoraggio della pressione venosa centrale (esame che richiede l'inserimento di un catetere venoso centrale in una grossa vena del corpo, ad esempio la succlavia), e la somministrazione di farmaci che sostengano l'azione di pompa del cuore e la pressione arteriosa.

### Insulina
Alcune linee guida raccomandano un bolo (una dose iniziale) di insulina pari a 0,1 UI di insulina per chilogrammo di peso corporeo. Questo bolo può essere somministrato subito senza alcun problema se la concentrazione di potassio è nota ed è superiore a 3,3 mmol/l.
Se la concentrazione è più in bassa, la somministrazione di insulina potrebbe portare ad una grave e pericolosa ipokaliemia. Altre linee guida consigliano invece di ritardare la somministrazione di insulina fino a quando siano stati somministrati i primi liquidi. In letteratura esistono segnalazioni sul fatto che un bolo iniziale di insulina non cambia in meglio la gestione complessiva del disturbo.
In generale, l'insulina viene somministrata alla dose di 0,1 unità/kg all'ora per ridurre la glicemia e sopprimere la produzione di chetoni. Le linee guida differiscono su quale dosaggio sia necessario utilizzare quando la concentrazione di glucosio nel sangue inizia a ridursi: alcuni autori e società scientifiche consigliano di ridurre la dose di insulina quando la glicemia scende sotto i 300 mg/dl (16,6 mmol/l), ma altri consigliano di iniziare ad infondere soluzione glucosata al 5% oltre alla soluzione fisiologica per consentire di continuare con infusioni di quantità maggiori di insulina.
Nei pazienti con sospetta chetoacidosi associata a diabete mellito di tipo 2, la determinazione degli anticorpi anti-decarbossilasi dell'acido glutammico e anti cellule delle isole di Langerhans può aiutare nella decisione se continuare la somministrazione di insulina a lungo termine o se sospendere e tentare un trattamento con farmaci per via orale, come avviene nel diabete di tipo 2.
Nel caso si rilevino anticorpi, è prudenziale proseguire con il trattamento di tipo insulinico.
Una volta raggiunto l'obiettivo della risoluzione della chetoacidosi, il paziente può tornare al consueto regime di somministrazione di insulina sottocutanea, e nel giro di 2-3 ore (dopo aver verificato che la glicemia e la sintomatologia del paziente si siano ormai stabilizzate), l'infusione endovenosa può essere interrotta.

### Elettroliti
Le concentrazioni di potassio possono variare notevolmente nel corso del trattamento della chetoacidosi diabetica, perché l'insulina diminuisce i livelli di potassio nel sangue facilitandone la penetrazione nelle cellule. Una gran parte del potassio extracellulare può essere perso nelle urine a causa della diuresi osmotica. L'ipokaliemia (una bassa concentrazione di potassio nel sangue) è spesso il risultato di un trattamento ben condotto. Tuttavia questa condizione favorisce ed incrementa il rischio di pericolose alterazioni nella frequenza cardiaca (aritmie). Pertanto, in questi soggetti, è raccomandata una attenta monitorizzazione della frequenza cardiaca, nonché la ripetuta misurazione delle concentrazioni di potassio, oltre all'aggiunta di potassio ai fluidi che vengono somministrati per via endovenosa una volta che le concentrazioni scendono al di sotto di 5,3 mmol/l. Se la concentrazione di potassio scende al di sotto di 3,3 mmol/l, la somministrazione di insulina può dover essere interrotta per consentire la correzione del deficit elettrolitico, cioè dell'ipokaliemia.
La somministrazione di soluzione di bicarbonato di sodio per migliorare rapidamente i livelli di acido nel sangue è controversa. Le prove sul fatto che tale infusione possa migliorare i risultati rispetto alla esecuzione di una terapia standard sono scarse. Esiste invece evidenza che questa infusione, pur migliorando l'acidità del sangue, possa effettivamente peggiorare il ph all'interno delle cellule dell'organismo, aumentando così il rischio di alcune complicazioni. Il suo uso viene perciò scoraggiato, anche se secondo alcune linee guida vi si può fare ricorso in caso di acidosi estrema (pH <6,9), e si possono infondere quantità più limitate in caso di acidosi severa (pH 6,9-7,0).
Nel caso il terapeuta ritenga che vi sia una indicazione all'utilizzo di bicarbonato, è consigliata un'infusione iniziale di 100-150 mL di bicarbonato di sodio alla concentrazione dell'1,4%. Questo trattamento può essere eventualmente ripetuto, ma con infusioni lente e prestando attenzione ai limiti di pH sopra riportati.

### Edema cerebrale
L'edema cerebrale, specialmente se associato al coma, spesso necessita di ricovero in terapia intensiva, di ventilazione artificiale e di stretta osservazione. Questa complicanza è infatti gravata da una importante mortalità (21%) e invalidità (un ulteriore 21%, inteso come sequele neurologiche), particolarmente nei bambini.
La somministrazione di fluidi in questi casi deve essere rallentata. Il trattamento ideale dell'edema cerebrale nella chetoacidosi diabetica non è stato chiaramente stabilito, ma il mannitolo per via endovenosa e la soluzione salina ipertonica al 3%, similmente a quanto accade nell'edema cerebrale da altre cause, sono spesso utilizzati nel tentativo di ridurre l'edema stesso.
, come in alcune altre forme di edema-nel tentativo di ridurre il gonfiore cerebrale.

### Infezioni concomitanti
In presenza di un processo infettivo, quale verosimile fattore associato o scatenante la chetoacidosi diabetica, è opportuno dare inizio prima possibile ad una terapia antibiotica di tipo empirico, guidata unicamente dalla verosimile sede dell'infezione, fino a quando non divengano disponibili i risultati degli esami colturali intrapresi (ad esempio emocolture oppure urinocolture) con gli associati studi di sensibilità batterica (antibiogramma).

## Prognosi
La risoluzione della chetoacidosi diabetica viene definita come un miglioramento generale dei sintomi, ad esempio la capacità di tornare a nutrirsi e idratarsi per via orale senza alcun problema, il ritorno del pH ematico entro i valori di norma (pH> 7.3), e l'assenza di chetoni nel sangue (<1 mmol/l) o nelle urine.
La prognosi di questi pazienti è decisamente migliorata. Rispetto agli anni '80 la presentazione clinica e i fattori precipitanti la chetoacidosi diabetica sono sostanzialmente sovrapponibili. Tuttavia il tasso di mortalità si è notevolmente ridotto. Prima della scoperta dell'insulina (avvenuta nel 1922) il tasso di mortalità di questi soggetti raggiungeva il 100%.
Negli ultimi anni la mortalità è andata riducendosi in modo marcato, riducendosi dal 7.96% allo 0.67%. 
Grazie al moderno approccio alla terapia infusiva, anche in centri non specializzati la mortalità è costantemente inferiore all'1-2% per episodio. La prognosi è meno favorevole nei soggetti anziani che sviluppano gravi infezioni o malattie intercorrenti, come ad esempio infarto del miocardio, sepsi o polmonite associata ad Insufficienza respiratoria acuta. Ciò è particolarmente vero per quegli individui che debbono essere trattati in unità di cura intensiva o rianimazioni. Klebsiella pneumoniae è spesso il batterio che con maggiore frequenza conduce ad infezioni precipitanti la gravità della chetoacidosi diabetica.
L'edema cerebrale rimane ancora oggi la causa più comune di mortalità, in particolar modo nei bambini e nei soggetti adolescenti.
Altre varie cause di mortalità includono l'ipokaliemia grave e la sindrome da distress respiratorio acuto, così come diversi e associati stati di comorbidità (alterazioni elettrolitiche, polmonite, infezioni delle vie urinarie, setticemia).